# Paspalum floridanum
Paspalum floridanum är en gräsart som beskrevs av André Michaux. Paspalum floridanum ingår i släktet tvillinghirser, och familjen gräs. Inga underarter finns listade i Catalogue of Life.